# Groupe Nuit
Groupe nuit est une série télévisée française en 3 épisodes créée par Olivier Marchal et Gérard Cuq diffusée entre 2 mai 1996 et 23 juillet 1998 sur TF1.

## Synopsis
Pierre Barthélémy est inspecteur divisionnaire à la police et travaille de nuit.

## Distribution
- Jacques Perrin : Pierre Barthélémy
- Astrid Veillon : Zoé Leguennec
- Nicolas Navazo : Ludovic Foulon
- Michel Bompoil: François Baloutran
- Julien Boisselier : Denis Compagnon

## Épisodes (1996-1998)
1. Groupe nuit
2. Pitbulls
3. Dette d'honneur